# Rainieri
Rainieri ist ein Familienname. Er ist die italienische Variante von Rainer.

## Namensträger
- Antonietta Marini-Rainieri (vor 1835–nach 1844), italienische Opernsängerin (Sopran)
- Fabio Rainieri (* 1967), italienischer Politiker
- Fernando Rainieri († 2015), dominikanischer Tourismusunternehmer und -minister
- Frank Rainieri (* 1945), dominikanischer Geschäftsmann und Diplomat